# Bundeslied für den Allgemeinen Deutschen Arbeiterverein
Das Bundeslied für den Allgemeinen Deutschen Arbeiterverein (Bundeslied) beruht auf einem 1863 von Georg Herwegh verfassten Gedicht.
Er schrieb das Gedicht anlässlich der Gründung des Allgemeinen Deutschen Arbeitervereins, aus dem Jahre später die SPD hervorging, als eine Hymne auf das revolutionäre Proletariat.
Die Musik für das Bundeslied 1863 wurde von Hans von Bülow  (unter dem Pseudonym „Wilhelm Solinger“) als vierstimmiger Chorsatz mit unterschiedlicher Ausführung für alle Strophen komponiert. Um 1900 komponierte Peter Heinz die einfachere, für alle Strophen gleiche Melodie, die heute allgemein gesungen wird; davon leitete Kurt Schwaen einen vierstimmigen Chorsatz ab, der 1955 im Neuen Volksliederbuch für gemischten Chor bei Edition Peters in Leipzig erschien.
Das Bundeslied wurde bald verboten und konnte zunächst nur illegal Verbreitung finden. Bis heute gilt es als eines der bekanntesten deutschen Arbeiterkampflieder.

## Textauszug
Mann der Arbeit, aufgewacht!

Und erkenne deine Macht!

Alle Räder stehen still,

Wenn dein starker Arm es will.
[…]
Brecht das Doppeljoch entzwei!

Brecht die Not der Sklaverei!

Brecht die Sklaverei der Not!

Brot ist Freiheit, Freiheit Brot!

## Jiddisch
Von dem Lied existiert eine jiddische Übersetzung unter dem Titel „Un du akerst“ און דו אקערסט von Chaim O. Shitlowski, die unter anderem 1961 von Theodore Bikel für das Album „From Bondage to Freedom“ (1961) sowie 1978 von Dorel Livianu (1907–1997) für Electrecord aufgenommen wurde.